# دوين بنسون
دوين بنسون (بالإنجليزية: Duane Benson)‏ هو لاعب كرة قدم أمريكية وسياسي أمريكي، ولد في 5 أغسطس 1945 في بيلموند في الولايات المتحدة، وتوفي في 26 يناير 2019 في الولايات المتحدة بسبب سرطان. حزبياً، نشط في الحزب الجمهوري. وقد انتخب عضو مجلس ولاية مينيسوتا (1980 – 1994).

## روابط خارجية
- دوين بنسون على موقع مرجع كرة القدم المحترفة.كوم (الإنجليزية)